# صادق أباد (أصفهان)
صادق أباد هي قرية في مقاطعة أصفهان، إيران. عدد سكان هذه القرية هو 22 في سنة 2006.